# Zinkblende
Het mineraal zinkblende, ook blende of sfaleriet (verouderd: sphaleriet) genoemd, is de belangrijkste bron voor de winning van zink. Het mineraal bestaat grotendeels uit ZnS, zinksulfide en bevat rond de 67% zink. Het mineraal kan ook grote hoeveelheiden ijzer bevatten. Cadmium kan ook in winbare hoeveelheden voorkomen. Het mineraal bevat vaak insluitsels van chalcopyriet (CuFeS2). Sfaleriet komt regelmatig voor als verontreiniging in looderts.

## Eigenschappen
Het mineraal heeft een hardheid van 3,5 - 4, en een gemiddelde dichtheid van 4,05. De geringe hardheid maakt dat het mineraal voor sieraden niet geschikt is. Zinkblende heeft een kubisch kristalstelsel met als ruimtegroep F-43m. Het kan bestaan uit tetrahedrale of dodecahedrale kristallen, maar het heeft doorgaans geen mooie kristalvormen (anhedrisch). Splijting vindt plaats volgens het kristalvlak [110]. Vertweelinging vindt plaats volgens de as (111). Het mineraal kan transparant tot doorschijnend zijn, maar ook geheel ondoorzichtig als het veel ijzer bevat. De kleur is doorgaans bruin, maar kan variëren tussen kleurloos, donkerbruin, grijs of zwart. Het mineraal kan bruine, lichtgele of witte strepen bevatten. Zinkblende heeft een harsachtige glans.

## Naamgeving
De naam sphaleriet is afkomstig van het Grieks sphaleros, dat "verraderlijk" betekent. Het mineraal werd namelijk vaak voor galena (loodblende) aangezien, maar het bevat geen lood.

## Kenmerken
Zinkblende wordt gevormd in een grote verscheidenheid aan hydrothermale omstandigheden. Het komt vaak samen voor met pyriet en galeniet. De typelocatie van zinkblende is niet nader gedefinieerd en het mineraal komt zeer algemeen voor. Het geldt als het belangrijkste zink-erts. Het mineraal kwam in grote hoeveelheden voor in Kelmis. In de voormalige groeve aldaar is het Museum Vieille Montagne gevestigd, dat onder meer over deze winning verhaalt. Ook in het buurdorp werd zinkblende gewonnen bij de Mijnzetel van Blieberg.

## Voorbeelden van sfaleriet

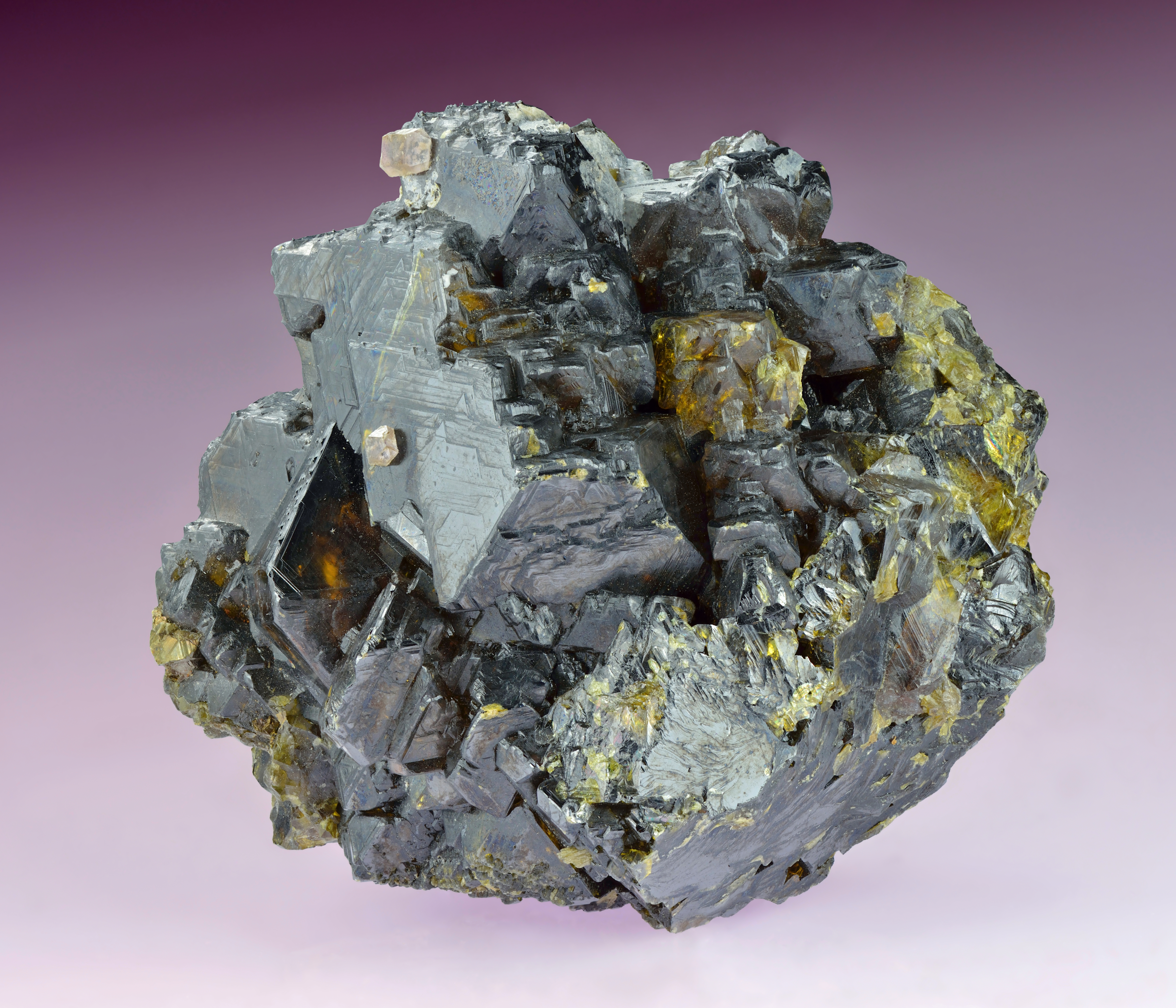
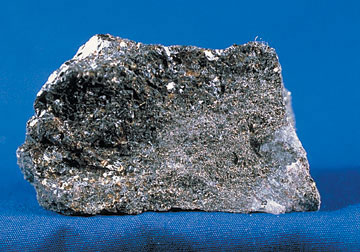
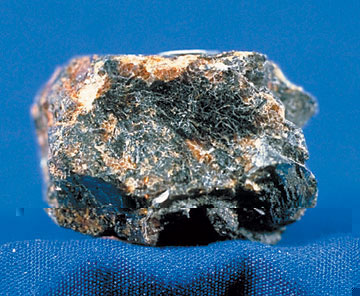
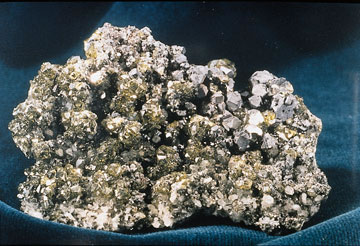